# Отелло Мартеллі
Оте́лло Марте́ллі (італ. Otello Martelli; нар. 19 травня 1902, Рим, Італія — пом. 20 лютого 2002, там же) — італійський кінооператор.

## Біографія
Отелло Мартеллі народився 19 травня 1902 року в Римі, Італія. У 1917—1918 роках був помічником оператора у фільмах режисерів Роберто Роберті, Гастона Равеля, Камілло Де Різо та ін., а з 1919 року почав працювати в кіноінституті «Луче» (італ. Luce) як оператор-документаліст. У 1928 році він зняв повнометражний документальний фільм «Гімн про Арктику» про експедицію Умберто Нобіле до Північному полюсу. У 1936—1945 роках брав участь у зйомках численних фільмів, як правило, комерційного характеру.
Творча манера Мартеллі вперше визначилася у фільмі «Стара гвардія» Алессандро Блазетті, одного з яскравих представників неореалізму, з майстрами якого він створив найкращі свої стрічки. По закінченні Другої світової війни, Мартеллі співпрацював з такими режисерами, як Роберто Росселліні («Пайза», 1946; «Франциск, менестрель Божий», 1950; «Стромболі, земля Божа», 1949), Джузеппе Де Сантіс («Трагічне полювання», 1947; «Гіркий рис», 1949; «Рим, 11 година», 1952), Федеріко Фелліні («Вогні вар'єте», 1950; «Мамині синочки», 1954; «Дорога» (1954), Шахраї, 1955; «Ночі Кабірії», 1957; «Солодке життя», 1960).
Отелло Мартеллі також співпрацював і з іншими, як з італійськими, так і з іноземними, режисерами: Альберто Латтуадою, Еліо Петрі, П'єром Паоло Пазоліні, Рене Клеманом, Ладіслао Вайдою, Жулем Дассеном та іншими, взявши участь за час своєї кінокар'єри у створенні понад 80-ти фільмів.

## Фільмографія
| Рік  | Назва українською           | Оригінальна назва           | Примітки                                     |
| ---- | --------------------------- | --------------------------- | -------------------------------------------- |
| 1925 | Юність диявола              | La giovinezza del diavolo   |                                              |
| 1935 | Дам мільйон                 | Daro un milione             |                                              |
| 1934 | Стара гвардія               | Vecchia guardia             |                                              |
| 1937 | Руку геть!                  | Fermo con le mani           |                                              |
| 1940 | Кін                         | Kean                        |                                              |
| 1940 | Лукреція Борджіа            | Lucrezia Borgia             |                                              |
| 1941 | Король цирку                | Il re del circo             |                                              |
| 1941 | Венеційський кат            | Il bravo di Venezia         |                                              |
| 1942 | Трагічна ніч                | Tragica notte               |                                              |
| 1943 | Аристократичні квартали     | Quartieri alti              |                                              |
| 1946 | Пайза                       | Paisà                       |                                              |
| 1947 | Трагічне полювання          | Caccia tragica              |                                              |
| 1948 | Гіркий рис                  | Riso amaro                  |                                              |
| 1948 | Кохання                     | L' Amore                    | новела «Людський голос»                      |
| 1949 | Чорна магія                 | Cagliostro                  | в титрах відсутній                           |
| 1950 | Вогні вар'єте               | Luci di varieta             |                                              |
| 1950 | Стромболі, земля Божа       | Stromboli, terra di Dio     |                                              |
| 1950 | Франциск, менестрель Божий  | Francesco, giullare di Dio  |                                              |
| 1951 | Анна                        | Anna                        |                                              |
| 1952 | Рим, 11 година              | Roma ore 11                 |                                              |
| 1953 | Дні кохання                 | Giorni d'amore              |                                              |
| 1953 | Мамині синочки              | I vitelloni                 |                                              |
| 1953 | Негідник                    | Carne de horca              |                                              |
| 1953 | Ми — жінки                  | Siamo donne                 |                                              |
| 1953 | Дайте чоловіка Анні Дзаккео | Un Marito per Anna Zaccheo  |                                              |
| 1954 | Доро́га                      | La Strada                   |                                              |
| 1954 | Жінка з річки               | La Donna del fiume          |                                              |
| 1955 | Шахраї                      | Il Bidone                   |                                              |
| 1956 | Щастя бути жінкою           | La Fortuna di essere donna  |                                              |
| 1957 | Ночі Кабірії                | Le Notti di Cabiria         |                                              |
| 1957 | Відпочинок в Іск'я          | Vacanze a Ischia            |                                              |
| 1958 | Цей сердитий вік            | Barrage contre le Pacifique |                                              |
| 1959 | Закон                       | La Legge                    |                                              |
| 1960 | Солодке життя               | La Dolce vita               |                                              |
| 1961 | Дівчина у вітрині           | La Ragazza in vetrina       |                                              |
| 1961 | Оповідання про революцію    | Historias de la revolución  |                                              |
| 1962 | Боккаччо-70                 | Boccaccio '70               | новели «Спокуса доктора Антоніо» і «Лотерея» |
| 1962 | Руда                        | Die Rote                    |                                              |
| 1963 | Учитель з Віджевано         | Il maestro di Vigevano      |                                              |
| 1964 | Моя пані                    | La Mia signora              |                                              |
| 1964 | Сірано і д'Артаньян         | Cyrano et d'Artagnan        |                                              |
| 1965 | Три обличчя                 | I tre volti                 |                                              |

## Нагороди
| Рік                                        | Категорія                            | Номінант         | Результат |
| ------------------------------------------ | ------------------------------------ | ---------------- | --------- |
| Міжнародний кінофестиваль у Сан-Себастьяні |                                      |                  |           |
| 1953                                       | Приз за найкращу операторську роботу | Негідник         | Перемога  |
| Премія «Срібна стрічка»                    |                                      |                  |           |
| 1958                                       | Найкраща операторська робота         | Цей сердитий вік | Номінація |